# Homo S@piens
Homo S@piens (engl. Originaltitel: The Age of Spiritual Machines) ist ein 1999 erschienenes Buch von Raymond Kurzweil, das sich überwiegend mit künstlicher Intelligenz (KI) und anderen zukunftsorientierten Technologien beschäftigt.
Der deutsche Untertitel „Leben im 21. Jahrhundert - Was bleibt vom Menschen?“ fasst den Einfluss zusammen, den die KI laut Autor Ray Kurzweil auf die zukünftige Entwicklung der Menschheit haben werde. Der englische Untertitel (When Computers Exceed Human Intelligence, deutsch: Wenn Computer Menschen an Intelligenz übertreffen) verweist auf das Thema Superintelligenz, für dessen Vision Kurzweil inzwischen berühmt ist.

## Inhalt
Das Buch besteht aus drei Teilen sowie einem Prolog und einem Epilog. Themen sind unter anderem künstliche Intelligenz, Superintelligenz, Nanotechnologie, Neurotechnologie sowie die Quantenmechanik.

## Gliederung
- Prolog: Eine unerbittliche Glückssträhne
- Teil I: Die Vergangenheit unter der Lupe
  - Kapitel 1: Das Gesetz von Zeit und Chaos
  - Kapitel 2: Die Intelligenz der Evolution
  - Kapitel 3: Vom Bewusstsein und von Maschinen
  - Kapitel 4: Eine neue Form von Intelligenz auf Erden
  - Kapitel 5: Kontext und Wissen
- Teil II: Die Vorbereitung der Gegenwart
  - Kapitel 6: Der Bau neuer Gehirne …
  - Kapitel 7: … und Körper
  - Kapitel 8: 1999
- Teil III: Blick in die Zukunft
  - Kapitel 9: 2009
  - Kapitel 10: 2019
  - Kapitel 11: 2029
  - Kapitel 12: 2099
- Epilog: Ein Blick zurück auf den Rest des Universums
- Zeittafel

## Beschriebene Prognosen

### Prognosen für 2009
Kurzweil erwartete für 2009 eine Rechenkapazität von einer Billion Rechenoperationen pro Sekunde (1 Teraflops) für einen 1000 US-Dollar teuren Personal Computer (PC) und 20 Petaflops für Supercomputer. Die meisten Menschen würden statt herkömmlicher PCs tragbare Computer benutzen, die „erheblich leichter und schmaler als […] Notebooks“ der ausgehenden 1990er Jahre seien, ebenfalls würde man normalerweise mehr als ein Dutzend Kleincomputer (Handys, Pager etc.) bei sich tragen. 
Spracherkennung und maschinelle Übersetzung seien nahezu vollkommen ausgereift, sodass Anwendungen wie übersetzende Telefone gebräuchlich und immer weniger Tastaturen notwendig seien. Sprachgesteuerte Assistenten (Language User Interfaces) und intelligente Software-Agenten würden vor allem im Internet für Routineaufgaben verwendet. Virtuelle Realität (VR) sei in Bild und Ton in von der Natur nicht mehr unterscheidbarer Qualität vorhanden, taktile Anwendungen seien in der Prototyp-Phase. Rotierende Speicher wie CDs und Festplatten seien obsolet. Den Turing-Test bestünden Computer allerdings noch nicht.
Hilfsgeräte für Behinderte wie etwa Navigationssysteme für Blinde seien ausgereift, Gelähmte könnten mit elektronischen orthopädischen Gehmaschinen ihre Bewegungsfähigkeit wiedererlangen. In der Medizin seien Expertensysteme, VR-Trainingsprogramme und Telemedizin weit verbreitet. Kunst werde vornehmlich am Computer mit Hilfe von intelligenten Programmen erzeugt, und der Vertrieb von Musikstücken und Filmen sowie Büchern erfolge hauptsächlich über das Internet.
Ebenfalls prophezeite Kurzweil für die erste Dekade des 21. Jahrhunderts einen ununterbrochenen Wirtschaftsaufschwung und einen starken Preisverfall, ausgehend von der IT-Industrie.

### Prognosen für 2019
Für 2019 erwartete Kurzweil, dass ein 1000 US-Dollar teurer PC die Rechenleistung eines menschlichen Gehirns übertreffe. Die gesamte Rechenkapazität aller Computer sollte gleich der der Menschheit sein. Computer seien fast überall integriert (z. B. in Kleidung und Möbeln), und es werde die Möglichkeit geben, überall im Internet zu surfen, indem Bilder direkt in die Retina des Auges projiziert würden (Virtuelle Netzhautanzeige)  – die virtuelle Welt würde mit der realen teilweise verschmelzen. Stecknadelgroße Kameras seien überall verbreitet.
Computer würden nur noch per Sprachsteuerung bedient, Tastaturen nicht mehr genutzt. Die meisten Transaktionen liefen über einen Computer. Datenkabel würden größtenteils verschwinden, und der Flashspeicher werde als Datenspeicher zum Standard. Bei CPUs etablierten sich dreidimensionale Nanotubegitterstrukturen. Ebenfalls würden künstliche neuronale Netzwerke und genetische Algorithmen eine weite Verbreitung finden. Leichte, dünne und hochauflösende Displays würden das Papier ersetzen (siehe: Elektronisches Papier). Damit habe die fortschreitende Technik Bücher und Dokumente aus Papier überholt.
Nichtinvasive Gehirnscans würden es Wissenschaftlern ermöglichen, die genauen Denkprozesse des menschlichen Gehirns zu ermitteln. Der Nanotechnologie werde eine immer größere Bedeutung zugesprochen, deren Einsatz bei Fertigungsprozessen werde Standard.
Das Lernen werde über virtuelle Lehrer stattfinden. Die meisten Menschen würden die meiste Zeit damit verbringen, Fähigkeiten und Wissen zu erweitern. Es kämen erste neuronale Implantate auf. Übersetzungsmaschinen würden routinemäßig in Unterhaltungen eingesetzt.
Haushaltsroboter würden erschwinglich und Autos von Computern gesteuert – als Ergebnis gäbe es kaum noch Unfälle. Menschen hätten zum Teil tiefgründige Beziehungen zu simulierten Persönlichkeiten, und es würden teilweise mehr Rechte für Computerpersönlichkeiten gefordert.
Kurzweil prophezeit auch für diese Dekade eine Blütezeit der weltweiten Wirtschaft. Ein Existenzminimum für die Unterschicht würde gewährleistet.

## Ausgaben
- Ray Kurzweil: The Age of Spiritual Machines: When Computers Exceed Human Intelligence. Viking Pr, New York 1998, ISBN 978-0-670-88217-5.
- Ray Kurzweil: Homo S@piens. Econ Tb., 1999, ISBN 978-3-548-75026-2.